# Кронах (район)
Кронах (нім. Kronach) — район у Німеччині, у складі округу Верхня Франконія федеральної землі Баварія. Адміністративний центр — місто Кронах.

## Населення
Населення району становить 66 355 осіб (станом на 31 грудня 2020).

## Адміністративний поділ
Район складається з 4 міст (нім. Städte), 7 торговельних громад (нім. Märkte) та 7 громад (нім. Gemeinden):
| Міста 1. Валленфельс (2589) 2. Кронах (16701) 3. Людвігсштадт (3342) 4. Тойшніц (1957) Торговельні громади 1. Кюпс (7757) 2. Марктродах (3741) 3. Мітвіц (2784) 4. Нордгальбен (1642) 5. Прессіг (3872) 6. Штайнвізен (3415) 7. Теттау (2022) | Громади 1. Вайсенбрунн (2833) 2. Вільгельмсталь (3609) 3. Райхенбах (650) 4. Чирн (521) 5. Шнеккенлое (1025) 6. Штайнбах-ам-Вальд (3024) 7. Штокгайм (4871) Об'єднання громад 1. Мітвіц (Мітвіц та Шнеккенлое) 2. Тойшніц (Райхенбах, Тойшніц та Чирн) |

Дані про населення наведені станом на 31 грудня 2020.